# Theodore Thierry
Theodore Thierry (* 1804 in Baden; † 1870 in Philadelphia) war ein deutsch-amerikanischer Architekt des Klassizismus und wahrscheinlich ein Neffe von Wilhelm und Ferdinand Thierry.
Seine Ausbildung als Architekt erhielt Thierry in der Bauschule Friedrich Weinbrenners. Spätestens 1833 emigrierte er nach Philadelphia, wo er eine Stelle als Geschäftsführer im Büro von John Haviland antrat. Später lehrte Thierry in Philadelphia Architektur- und Perspektivzeichnen und führte bis zu seinem Tode 1870 sein eigenes Baubüro.
„Thierry pflegte den Kontakt zu seinen deutschen Verwandten, vor allem zu Carl Ludwig Thierry (1796–1858), dem Zeichenlehrer am Karlsruher Polytechnikum und Nachfolger von Weinbrenners eigener Bauschule. Die Verbindung zwischen beiden muss besonders intensiv gewesen sein: Als der Karlsruher Thierry starb, vererbte er seinen umfangreichen architektonischen Nachlass an Theodore, der wahrscheinlich sein Neffe war. Dieses jüngere, nach Amerika ausgewanderte Familienmitglied hatte seinen Verwandten über Bauangelegenheiten in Philadelphia berichtet und man kann davon ausgehen, dass auch die Karlsruher Studenten über seine Tätigkeit informiert worden waren. Als Gustav Runge und Edward Collins ihre Auswanderung erwogen, könnten daher diese Karlsruher Beziehungen zu Philadelphia eine Rolle gespielt haben.“